# Кістіон Володимир Євсевійович
Володи́мир Євсе́війович Кістіо́н (нар. 31 травня 1965, с. Довжок, Ямпільський район, Вінницька область, Українська РСР, СРСР) — державний діяч України. Віце-прем'єр-міністр України в уряді Володимира Гройсмана. Заслужений працівник сфери послуг України.

## Життєпис
Володимир Євсевійович Кістіон народився 31 травня 1965 року в українському селі Довжок, що на той час входило до складу Ямпільського району Вінницької області Української РСР СРСР.
За освітою інженер-будівельник, закінчив Одеський інженерно-будівельний інститут за спеціальністю «Водопостачання та водовідведення». Здобув ступінь магістра державного управління в Одеському регіональному інституті державного управління.
Перше місце роботи — майстер житлового фонду Ямпільського комбінату комунальних підприємств. 1990 року очолив Ямпільське підприємство водопровідно-каналізаційного господарства. З 2001 року — начальник обласного комунального виробничого підприємства водопровідно-каналізаційного господарства «Вінницяводоканал». У період 2008—2011 років займав посаду заступника міського голови Вінниці. З липня 2011 року по жовтень 2014 року — перший заступник Вінницького міського голови.
13 жовтня 2014 року розпорядженням Кабінету Міністрів України призначений на посаду першого заступника Міністра регіонального розвитку, будівництва та житлово-комунального господарства. Звільнений з посади першого заступника міністра 4 червня 2015 р. у зв’язку з переходом на іншу роботу. 14 квітня 2016 року Верховна Рада України призначила новий склад Кабінету Міністрів України (уряд Гройсмана), у якому Володимир Кістіон обійняв посаду віце-прем'єр-міністра України. 18 квітня 2016 року Кабінет Міністрів України визначив віце-прем'єр-міністра Володимира Кістіона відповідальним за енергетику, екологію і використання надр (постанова КМУ № 296 від 18.04.2016).
20 листопада 2020 року Володимира Кістіона обрано першим заступником голови Вінницької обласної ради.

## Скандали
За часів керівництва Кістіоном вінницьким водоканалом – це комунальне підприємство безкоштовно роздало землі під забудову. На ділянці, яку отримав водій міськради, виріс родинний маєток самого Кістіона
У липні 2019 року співробітники СБУ виявили та задокументували механізм привласнення коштів державного та місцевих бюджетів чиновниками комунальних підприємств Вінницької області, організований одним з віце-прем’єр-міністрів України (за інформацією "Української правди" - Володимиром Кістіоном). Володимир Кістіон назвав інформацію про звинувачення у розкраданні держкоштів "політичним замовленням" і провокацією.

## Особисте життя
Одружений, має сина.

### Декларація
- Е-декларація [Архівовано 23 лютого 2019 у Wayback Machine.]

| політик | Це незавершена стаття про політичного діяча. Ви можете допомогти проєкту, виправивши або дописавши її. |